# Sersch Sargsjan

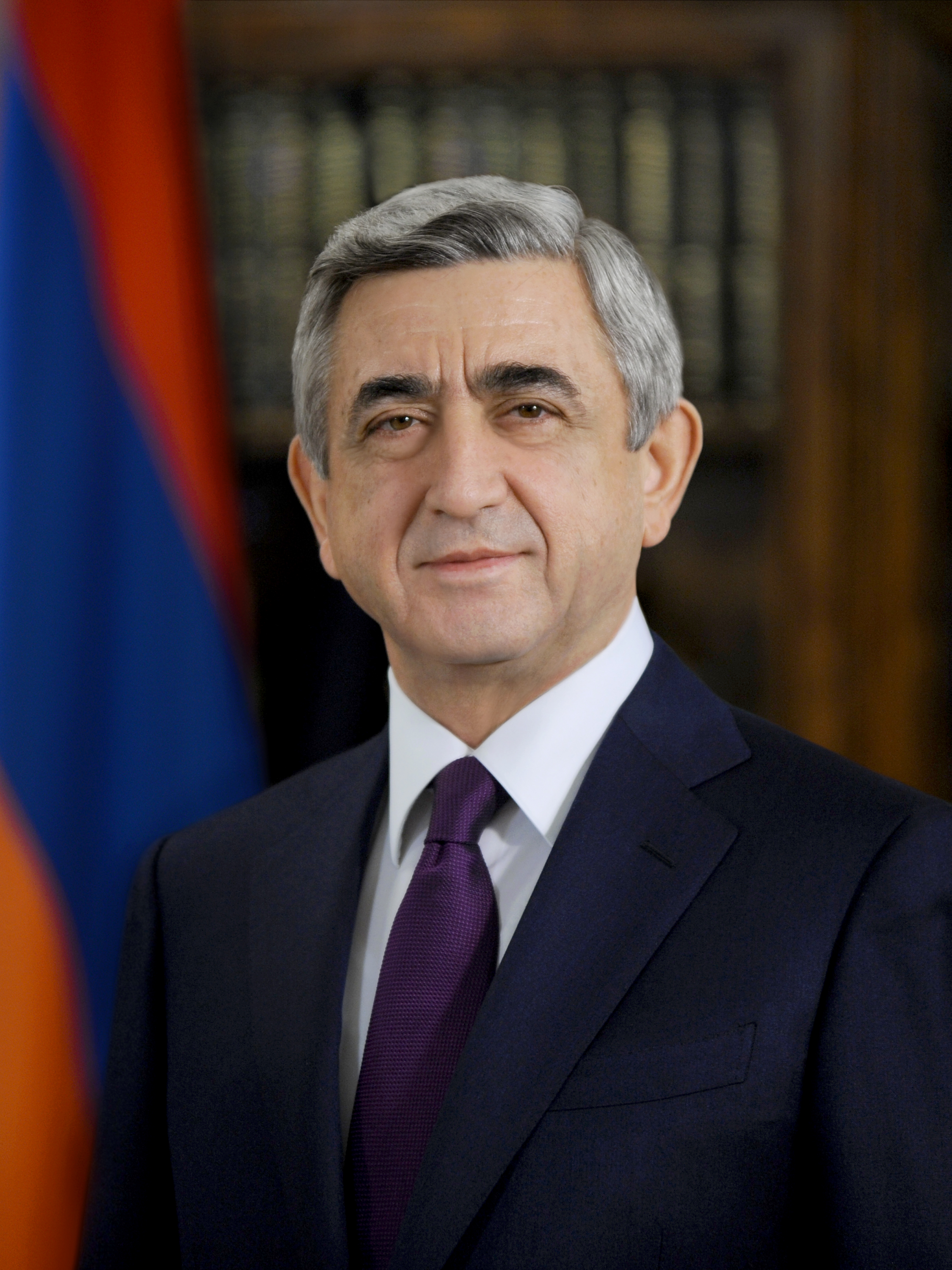
Sersch Sargsjan (portrait officiale)

Sersch Asati Sargsjan (armenisch Սերժ Ազատի Սարգսյան Sersch Asati Sargsjan, englisch Serzh Sargsyan, in wissenschaftlicher Transliteration Serž Azati Sargsyan; * 30. Juni 1954 in Stepanakert, Autonome Oblast Bergkarabach, Aserbaidschanische SSR, Sowjetunion) ist ein armenischer Politiker (Republikanische Partei), der von 2008 bis 2018 Staatspräsident Armeniens und vom 17. bis 23. April 2018 armenischer Ministerpräsident war.

## Berufliche Laufbahn
Sargsjan studierte von 1970 bis 1979 an der philologischen Fakultät der Staatlichen Universität Jerewan, unterbrochen 1972 bis 1974 vom Militärdienst. Anschließend arbeitete er als Funktionär der KPdSU und der Jugendorganisation Komsomol in seiner Geburtsstadt Stepanakert und in Bergkarabach. Sargsjan setzte sich in der Bewegung für die Unabhängigkeit Bergkarabachs von der Aserbaidschanischen SSR ein, war von 1989 bis 1993 Chef der Selbstverteidigungskräfte der Republik Bergkarabach und zusätzlich von 1990 bis 1993 Abgeordneter der Nationalversammlung von Armenien. Seit 2004 ist er Präsident des armenischen Schachverbandes.
Im Zusammenhang mit der Eroberung von Chodschali am 27. Februar 1992 während des Bergkarabach-Krieges sagte der damalige Anführer der Selbstverteidigungskräfte der Karabach-Armenier Sargsjan in einem Interview mit dem britischen Journalisten und Kaukasusforscher Thomas de Waal im Dezember 2000: „Bis Chodschali dachten die Aserbaidschaner, dass sie nur einen Scherz mit uns machen. Die Aserbaidschaner dachten, dass die Armenier Leute sind, die nicht in der Lage sind ihre Hand gegen die Zivilbevölkerung zu erheben. Mit all dem musste gebrochen werden. Und so geschah es. (...) Ja, tatsächlich gab es in Chodschali Zivilisten. Doch neben der friedlichen Bevölkerung gab es auch Soldaten. Und wenn eine Granate fliegt, unterscheidet sie einen Zivilisten nicht von einem Soldaten, sie hat keine Augen. Wenn die Zivilbevölkerung dort bleibt, obwohl es eine perfekte Gelegenheit zum Verlassen gab, bedeutet das, dass sie auch an den Feindseligkeiten teilnimmt.“ Gelegentlich wird diese Aussage in verkürzter Fassung auch als Eingeständnis für das dabei stattfindende Massaker von Chodschali bewertet. Tatsächlich stritt Sargsyan in dem Interview eine armenische Verantwortung daran aber ab und wies diese stattdessen den aserbaidschanischen Behörden zu.
Von 1993 bis 2007 war Sargsjan Verteidigungsminister Armeniens (der offizielle Titel wechselte). Zwischen März 2007 und April 2008 bekleidete er das Amt des Ministerpräsidenten. Im Februar 2008 gewann er die Präsidentschaftswahlen und wurde Nachfolger von Staatspräsident Robert Kotscharjan, dessen Wunschkandidat Sargsjan war. Obgleich die OSZE-Wahlbeobachter den Wahlgang als weitgehend fair bezeichneten, rief der Kandidat Lewon Ter-Petrosjan nach der Wahl zu Demonstrationen auf und forderte eine Annullierung der seiner Meinung nach gefälschten Wahl. Massenproteste in der Hauptstadt Jerewan vom 20. Februar bis 2. März 2008 für diese Forderungen wurden gewaltsam aufgelöst. Acht Demonstranten und zwei Polizisten kamen dabei ums Leben.
Bei den armenischen Präsidentschaftswahlen am 18. Februar 2013 wurde er im Amt bestätigt. Laut Bewertung durch die Delegation Parlamentarische Versammlung des Europarates wurde die Wahl durch die künstlich gesteigerte Wahlbeteiligung entschieden. Berichten zufolge war sie durch den unzulässigen Einsatz administrativer Ressourcen, Stimmenkauf, Einschüchterung von Wählern und Manipulation bei der Auszählung der Stimmen gekennzeichnet.
Am 10. Oktober 2014 unterzeichnete er in Minsk ein Abkommen zum Beitritt Armeniens in die Eurasische Wirtschaftsunion. In der Folge kam es deswegen mehrfach zu Demonstrationen gegen Sargsjan, an denen sich mehr als 10.000 Menschen beteiligten.

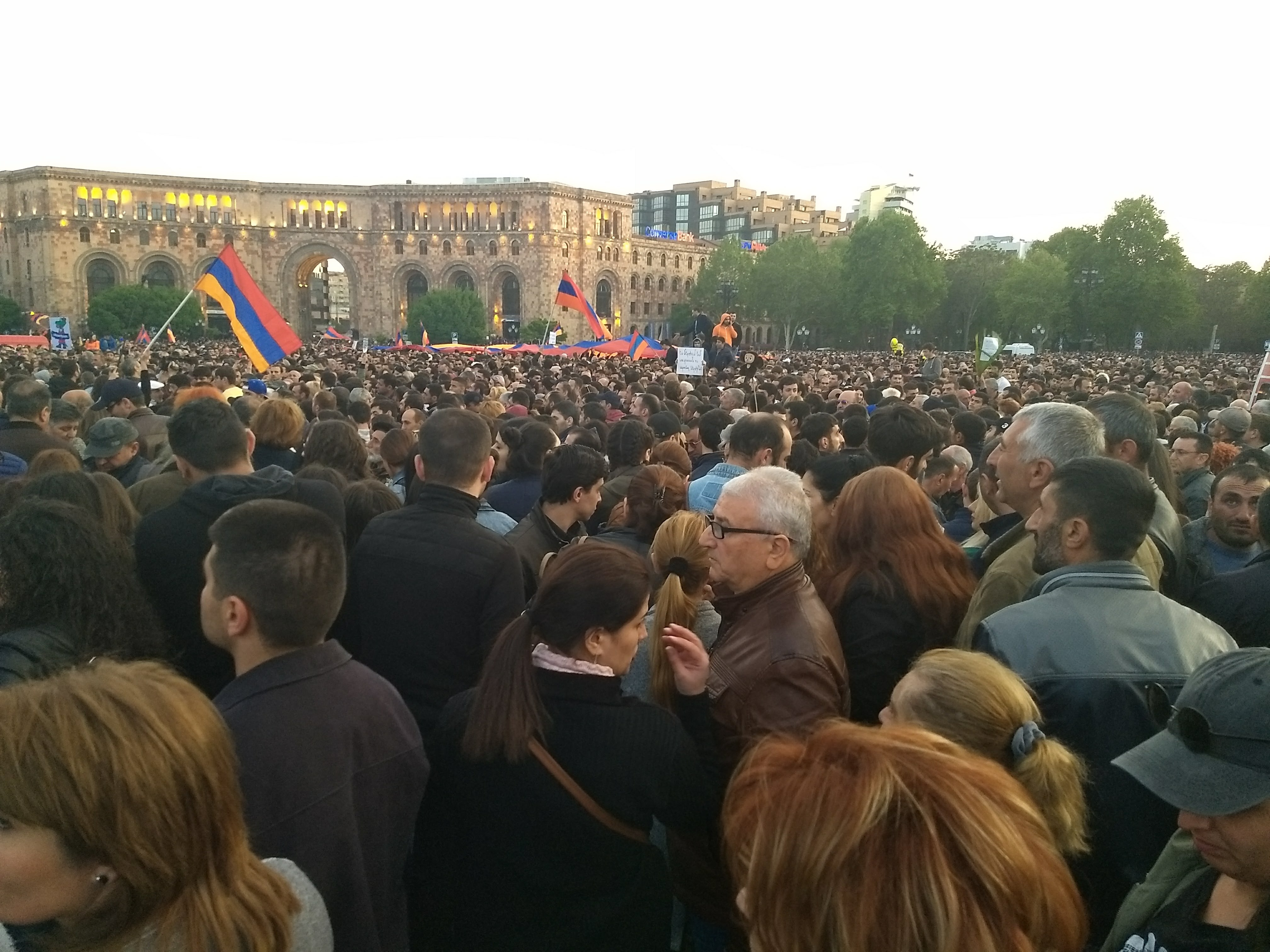
Massenprotest gegen Sargsjan in Jerewan am Tag vor dessen Rücktritt als Ministerpräsident nach fünftägiger Amtszeit (22. April 2018)

Nachdem Sargsjan nach zwei Amtszeiten bei den Präsidentschaftswahlen 2018 nicht erneut antreten durfte, wurde Armen Sarkissjan als sein Nachfolger gewählt. Sargsjan wurde am 17. April 2018 Ministerpräsident mit deutlich größeren Befugnissen als sein Vorgänger Karen Karapetjan, da dieses Amt 2015 durch eine Verfassungsreform, bei der das bisherige semi-präsidiale in ein parlamentarisches System geändert wurde, stark aufgewertet wurde. Das Parlament erhält dadurch größere Kompetenzen, die Machtfülle des Staatsoberhauptes hingegen wird auf weitgehend repräsentative Funktionen reduziert. Noch im April 2014 versprach Sersch Sargsjan bei einem Treffen mit den Mitgliedern der Sonderkommission für die bevorstehenden Verfassungsänderungen, er werde nicht mehr für das Amt des Präsidenten kandidieren und wolle auch nicht Premierminister werden. Nach seinem Amtsantritt als Premierminister kam es im April 2018 zu Massenprotesten in der Hauptstadt Jerewan und in weiteren Städten des Landes, an denen sich zum Teil rund 50.000 Demonstranten beteiligten. Die Protestierenden warfen ihm vor, unter anderem für Korruption und Vetternwirtschaft in Armenien verantwortlich zu sein. Am 23. April 2018 beugte er sich den Protesten und reichte seinen Rücktritt vom Amt des Premierministers ein.
Anfang Dezember 2019 erhob die Sonderermittlungsbehörde Armeniens eine Anklage gegen Sargsjan wegen Zweckentfremdung und Veruntreuung staatlicher Gelder. Ihm wird vorgeworfen, im Rahmen eines 2013 lancierten Subventionsprogramms für armenische Landwirte den regierungsnahen Unternehmern staatliche Aufträge zugespielt und dabei eine Summe in Höhe von 490 Millionen Dram (ca. 920. Tausend Euro) unterschlagen zu haben. Sargsjan selbst bezeichnete die gegen ihn erhobenen Anschuldigungen als „politische Verfolgung“.
Im Jahr 2022 setzte Aserbaidschan den ehemaligen armenischen Präsidenten Sargsjan auf eine Fahndungsliste und beschuldigte ihn, die Feindschaft zwischen Armeniern und Aserbaidschanern wegen Berg-Karabach geschürt zu haben.

## Privates
Sargsjan war mit der Musiklehrerin Rita Aleksandri Sargsjan (* 6. März 1962, † 20. November 2020) von 1983 bis zu ihrem Tod durch COVID-19 verheiratet. Sie haben zwei Töchter, Anusch und Satenik (* 17. August 1986). Neben seiner Muttersprache Armenisch spricht Sargsjan fließend Russisch. Daneben hat er gute Kenntnisse der türkischen und aserbaidschanischen Sprache und versteht rudimentär Englisch.
2006 wurde ihm die Ehrenbürgerschaft der Stadt Gjumri verliehen.